# 電磁波攻撃詐欺
電磁波攻撃詐欺（でんじはこうげきさぎ）とは、架空の「電磁波攻撃」や「思考盗聴」といった科学的根拠のない脅威を根拠に、調査や対策のための高額な費用を被害者に支払わせる詐欺的商法である。特に、精神疾患や心神耗弱の状態にある脆弱な個人を標的とする点が特徴であり、実際に東京都内で探偵業者の経営者らが逮捕されるなど、法的措置が講じられている。

## 概要
電磁波攻撃詐欺は、インターネット上や広告、口コミなどを通じて、被害者に対し「電磁波攻撃」や「思考盗聴」といった根拠のない被害を訴え、不安をあおることで、架空の調査や対策を持ちかける手法である。被害者には、実際には通常範囲内の電磁波測定結果であっても、あたかも「異常値」として提示し、調査や対策費用として高額な金銭を支払わせるケースが報告されている。

## 背景
近年、インターネット上で「電磁波攻撃」や「集団ストーカー」等の根拠の薄い情報が流布する中、特に精神的に不安定な状態にある人々が影響を受けやすい状況が続いている。こうした状況を利用し、探偵業や調査業を装った業者が、架空の被害を主張して不当に金銭を徴収する事例が発生している。

## 手口
電磁波攻撃詐欺の主な手口は以下の通りである：
- ターゲットの選定： ネット掲示板やSNS、または医療機関等を通じ、精神的に不安定な状態にある個人に接触する。
- 不安の煽動： 被害者に対し、通常の測定値であっても「異常」として提示し、「電磁波攻撃」や「思考盗聴」の可能性を主張して不安をあおる[3]。
- 高額契約の締結： 不安にかられた被害者から、架空の調査費用や対策費用として多額の金銭を徴収する。
- 継続的搾取： 一度契約が成立すると、追加の「調査」や「対策」の必要性を根拠なく主張し、さらに金銭を要求する。

## 法的対応と社会的影響
東京都内における事件では、該当する探偵業者の経営者らが準詐欺罪容疑で逮捕されるなど、法的措置が講じられている。被害総額は数千万円にのぼるとされ、精神疾患を抱える被害者が標的となるため、発覚が遅れやすいという問題が指摘されている。また、こうした事例は、消費者保護や医療機関、警察などによる早期介入の必要性を浮き彫りにしている。

## 対策と啓発
被害を未然に防ぐためには、以下の対策が求められる：
- 情報の精査：インターネット上や広告で発信される情報の科学的根拠を確認する。
- 専門機関への相談：不審な調査や対策を持ちかける業者に対しては、消費生活センター、警察、または医療機関に相談する。
- 社会的啓発：メディアや専門家による正確な情報の発信により、被害拡大を防止する。